# P.R.E.S. Advanced Plus 3

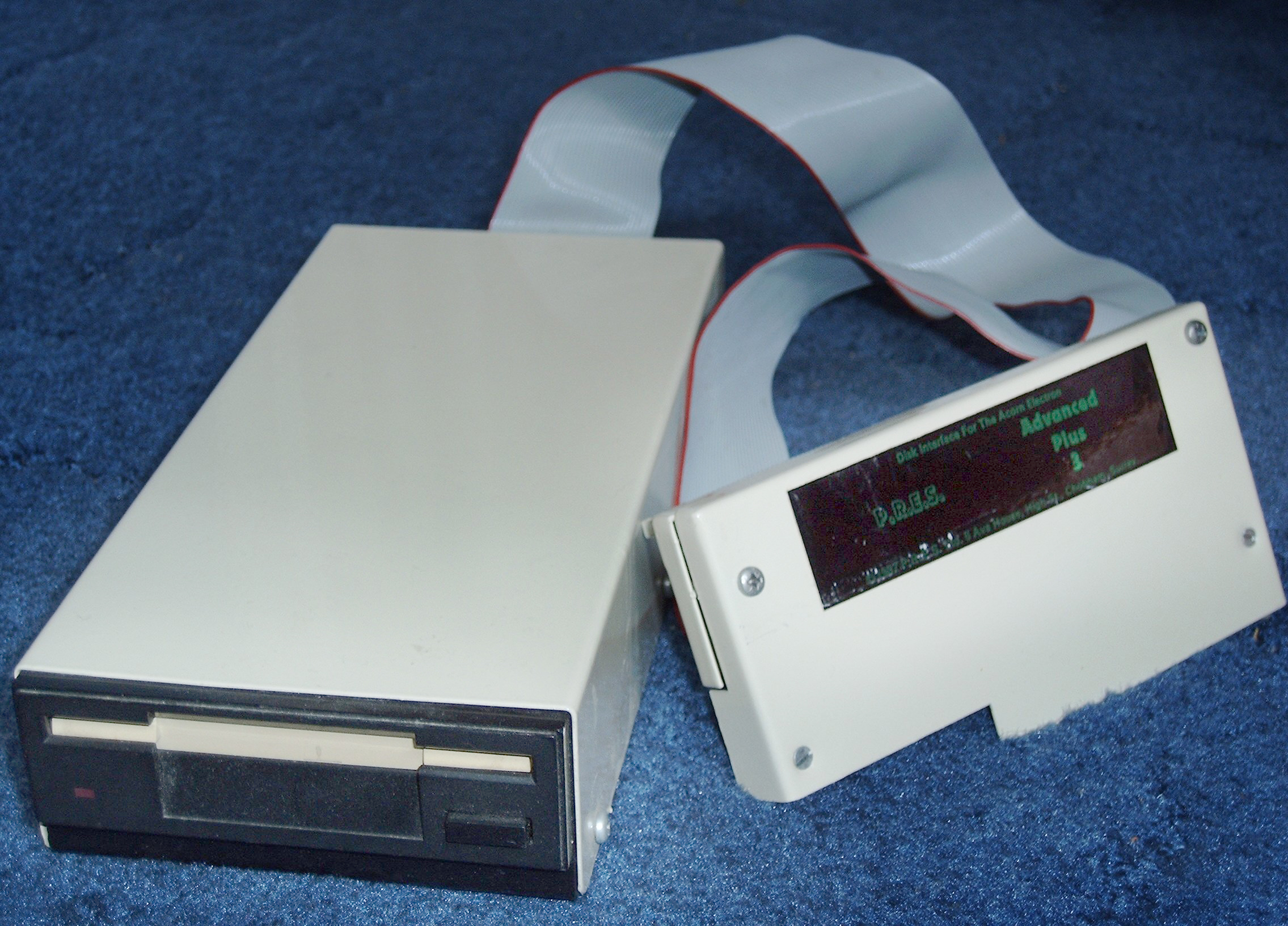
P.R.E.S. Advanced Plus 3 con una unidad de 3,5.

La Advanced Plus 3 es una interfaz de disco para el Acorn Electron, fabricada por P.R.E.S. y comercializada en Inglaterra. Es muy similar a la Acorn Plus 3, pero encapsulado como un cartucho ROM para la Acorn Plus 1, la Slogger ROMBOX Plus o la P.R.E.S. Advanced Plus 1, con un conector de disquete compatible Shugart en la cabeza (trasera).
Originalmente PRES lo vendía por correo a un precio de 61,10 libras esterlinas, o con una unidad de 3,5 doble cara y 80 pistas a 151,57 £.
La caja tiene un tamaño de 75 x 145 x 15 mm en plástico crema, y en su interior hay tres zócalos ROM/EPROM de 16 KB, uno de ellos ocupado con la ROM del Advanced Disc Filing System (ADFS). El segundo banco suele estar ocupado por la ROM del T2P3 (Tape to Plus3) desarrollado por Slogger, una utilidad que permite copiar los programas en cinta y hacer que se ejecuten desde disco. El tercer banco puede ocuparse con el chip DFS E00, lo que lo actualiza a la AP34. Como controladora de disco utiliza un WD1770. Puede utilizar unidades de 5,25 pulgadas y 40 u 80 pistas, como los BBC Micro, o unidades más convencionales de 3,5 pulgadas. Todas ellas deben poseer su propia fuente de alimentación. Con una unidad de 80 pistas se alcanza una capacidad de 640 KB; no obstante, para mantener la compatibilidad con la Acorn Plus 3, los discos son de simple cara.
Como la Acorn Plus 3, es una interfaz ADFS 1D00. Al conectarse al Electron, se mapea en las direcciones de memoria &E00 a &1D00. Inicialmente esto causaba que muchos programas simplemente transferidos de cinta disco no funcionaran. Pero gracias a la dedicación de muchos usuarios de Acorn Electron a lo largo de los años, docenas de juegos profesionales has sido recodificados para poder ejecutarse con las interfaces de disco presentes. Sólo programas muy largos, o que cargan en varias partes, no pueden utilizarse con esta interface.
Junto con la interfaz se entrega un manual del ADFS, idéntico al del Acorn Plus 3, y un disco conteniendo los programas de la INTRODUCTORY CASSETTE, algunas utilidades y los juegos de Acornsoft SNAPPER, DRAUGHTS y REVERSI :
- Introduction
- Ketboard
- Sketch
- Piano
- Biorhythms
- Clock
- Gomoku
- Patterns
- Marslander
- Bugzap
- Demo
- Island
- Planets
- Snapper
- Draughts
- Reversi
- Bye
- Utilities